# Olle Nyman (jurist)
Olof Petter Nyman, känd som Olle Nyman, född 18 december 1968 i Lidingö församling i Stockholms län, är en svensk jurist och företagsledare. Han har efter juristexamen bland annat arbetat vid Justitiedepartementet samt som domare vid Nacka tingsrätt. Mellan år 2014 och 2020 var han vd för familjeföretaget Astrid Lindgren Aktiebolag (tidigare Saltkråkan AB) som äger och förvaltar rättigheterna till författaren Astrid Lindgrens verk. Efter tiden som vd blev Nyman istället ordförande i familjens ägarråd, samt även ansvarig för juridiska frågor inom koncernen.
Olle Nyman är son till Saltkråkan AB:s tidigare VD Carl Olof Nyman och översättaren Karin Nyman, sonson till konsthistorikern Thure Nyman samt dotterson till direktören Sture Lindgren och Astrid Lindgren. 